# Pancerniki typu Pierieswiet
Pancerniki typu Pierieswiet – rosyjskie pancerniki generacji przeddrednotów z okresu wojny rosyjsko-japońskiej i I wojny światowej. Zbudowano trzy okręty tego typu. Dwa z nich po służyły następnie pod banderą Japonii. Według swoich założeń projektowych, stanowiły typ słabiej uzbrojonych i opancerzonych pancerników, za to szybkich i o większym zasięgu pływania oceanicznego. Ich uzbrojenie główne stanowiły 4 działa kalibru 254 mm w dwóch wieżach.

## Historia
Daty w kalendarzu juliańskim, w nawiasach w nowym stylu.
Koncepcja leżąca u podstaw powstania rosyjskich pancerników typu Pierieswiet była w pewnym stopniu podobna do późniejszej klasy krążowników liniowych – miały one w założeniu być pancernikami lżejszego typu, szybkimi jak na ówczesne pancerniki generacji przeddrednotów oraz posiadającymi większy zasięg pływania i lepszą dzielność morską, kosztem słabszego uzbrojenia i opancerzenia. Dzięki temu, miały być zdolne do samodzielnych działań rajderskich na oceanach przeciw żegludze przeciwnika, zwłaszcza przeciw Wielkiej Brytanii, która uważana była wówczas za głównego potencjalnego wroga. Stosunkowo duża szybkość miała być pomocna w walce z pancernikami, a z kolei byłyby one silniejsze od krążowników pancernych.
Impulsem do ich powstania była budowa brytyjskich mniejszych pancerników II klasy typu Centurion, ukończonych w 1893 roku i przeznaczonych głównie do służby zamorskiej na wodach azjatyckich, mających stosunkowo słabe uzbrojenie z czterech dział kalibru 254 mm, lecz rozwijających dużą prędkość (na próbach 18,7–19 węzłów). Dodatkową zaletą miało być to, że dzięki zakładanej początkowo mniejszej wyporności (ok. 10 500 t) miały być tańsze od zwykłych pancerników, co jednak ostatecznie się nie sprawdziło w miarę wzrostu ich wielkości podczas prac projektowych. Założenia nowych okrętów opracowano w Morskim Komitecie Technicznym na polecenie naczelnika Ministerstwa Morskiego admirała Nikołaja Czichaczowa w II połowie 1894 roku, a projektowanie zlecono w styczniu kolejnego roku Zakładom Bałtyckim w Petersburgu. Na etapie projektu bywały one w Rosji określane w dokumentach jako „pancerniki-krążowniki” (bronienoscy-kriejsiery), a niekiedy wręcz krążowniki pancerne lub krążowniki. Zdecydowano się na rzadziej stosowany we flocie rosyjskiej układ napędowy z trzema maszynami parowymi i śrubami w nadziei, że okręt będzie się poruszał z prędkością ekonomiczną tylko na jednej maszynie, co zmniejszy zużycie węgla do 47 t na dobę i zwiększy zasięg. Przy opracowaniu projektu ogólnie wzorowano się na nowych francuskich pancernikach typu Charlemagne, tworząc jednak oryginalne okręty. Ostateczny projekt zakładał wyporność 12 674 ton, moc maszyn 14 500 KM i prędkość 18 węzłów. Należy zaznaczyć, że już w chwili zatwierdzenia projektu nie przewyższały one prędkością nowych pancerników. 24 lipca 1895 roku projekt przedstawiono carowi Mikołajowi II, który postanowił o budowie dwóch pierwszych okrętów. Morski Komitet Techniczny zatwierdził plany 7 sierpnia 1895 roku.
Dwa pancerniki – „Pierieswiet” i „Oslabia” zostały wciągnięte na listę floty 3 października 1895 roku. Okręty budowano w ramach planu rozbudowy floty z 1895 roku. Oficjalnie położono stępki pod ich budowę 9 (21) listopada 1895 roku. „Oslabię” budowała państwowa stocznia Nowa Admiralicja w Petersburgu, a „Pierieswieta” – Zakład Bałtycki w Petersburgu, który wykonywał też maszyny dla obu okrętów. Były to największe pancerniki budowane do tamtej pory w Rosji. W 1896 roku wybrano projekt Pierieswieta także dla budowy pancernika dla Floty Czarnomorskiej, jednakże ostatecznie pancernik „Potiomkin” zbudowano według innego projektu. Mimo to, w 1898 roku jeszcze zamówiono w Zakładzie Bałtyckim trzeci nieco ulepszony pancernik „Pobieda” w ramach programu rozbudowy floty dla Dalekiego Wschodu, którego budowę rozpoczęto 18 maja 1898 roku. Rozważano w tym czasie modyfikację projektu przez zastosowanie dział kalibru 305 mm, lecz zrezygnowano z tego. Wodowanie „Pierieswieta” miało miejsce 7 maja, a „Oslabii” 27 października 1898 roku. „Pierieswiet” jako pierwszy rozpoczął próby morskie w październiku 1899, „Pobieda” w 1901 r., a „Oslabia” (jako jedyny budowany w stoczni państwowej) dopiero w 1902 roku. Koszt budowy okrętów wynosił 10,05 („Pobieda”), 10,54 („Pierieswiet”) i 11,34 („Oslabia”) mln rubli. Za główny okręt typu uważany był początkowo „Oslabia”, z racji budowy w stoczni podległej ministerstwu, lecz z uwagi na znaczne opóźnienie jego budowy, były one następnie określane jako typ Pierieswiet.
W toku budowy serii okręty były nieco modyfikowane. 17 sierpnia 1901 roku car Mikołaj II wizytował „Pierieswieta” i nakazał dodać  skrzydła mostka, żeby zapewnić dowódcy lepszą widoczność w stronę rufy. Wcześniej zdecydowano dla zmniejszenia przeciążenia i poprawy stateczności na dwóch ostatnich pancernikach zrezygnować z rufowego opancerzonego stanowiska dowodzenia oraz marsu bojowego z działkami na maszcie rufowym. W związku z tym, gotowy maszt rufowy „Oslabii” zamontowano po wydłużeniu jako dziobowy na „Pobiedzie” i oba okręty otrzymały lżejsze maszty rufowe. Projekt „Pobiedy” zmodyfikowano w stosunku do pierwowzoru i zrezygnowano z drewnianego i miedzianego poszycia części podwodnej oraz obniżono pokład mieszkalny o 356 mm, co pozwoliło na obniżenie masy kadłuba o ponad 160 ton; jednocześnie powiększono o prawie 100 ton pojemność zasobni węglowych. Zwiększono ponadto odporność pancerza przez zastosowanie stali Kruppa oraz stali chromoniklowej na pokład.
| Nazwa                  | oficjalne położenie stępki, stocznia            | wodowanie    | wejście do służby |
| Pierieswiet (Пересвет) | 9. 11. 1895, Zakład Bałtycki, Petersburg        | 7. 05. 1898  | 1901              |
| Oslabia (Ослябя)       | 9. 11. 1895, Nowoje Admiraltiejstwo, Petersburg | 27. 10. 1898 | 1902              |
| Pobieda (Победа)       | 9. 02. 1899, Zakład Bałtycki, Petersburg        | 17. 05. 1900 | 1902              |

## Opis i ocena

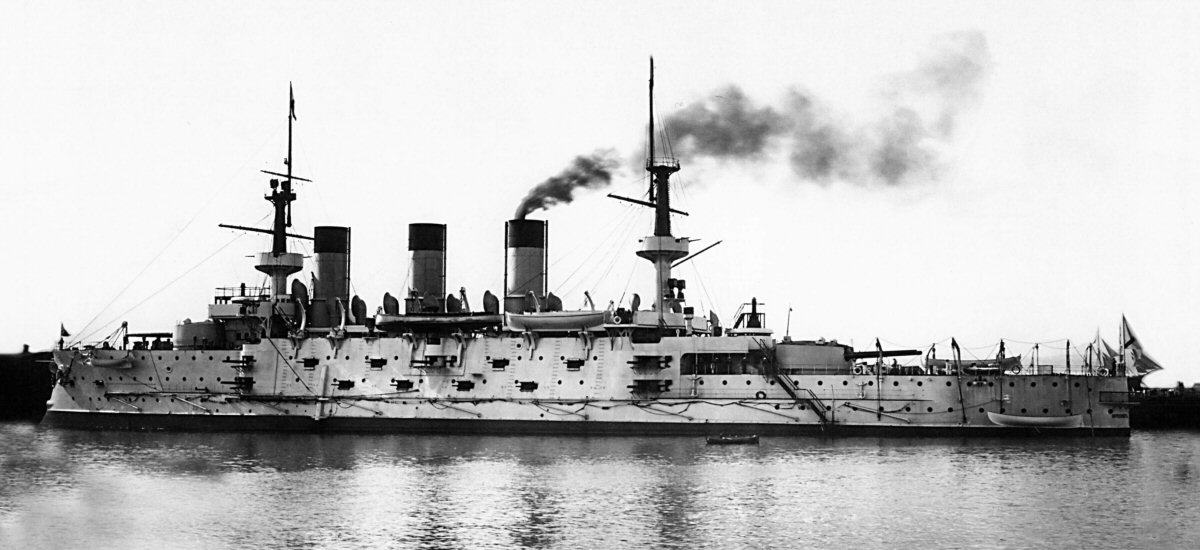
„Pierieswiet” w 1901. Widoczne otwarte strzelnice dla lżejszych dział na nie chronionej części burt.

Pancerniki typu Pierieswiet stanowiły okręty o ciekawych charakterystykach, niemniej jednak gorzej od typowych pancerników nadawały się do walki eskadr pancerników, do czego w końcu zostały użyte. Ich główną wadą była mała powierzchnia opancerzenia burt, składającego się z pasa pancernego na linii wodnej i cieńszego pasa nad nim. Nieopancerzone były m.in. wysokie aż na ok. 9 metrów burty części dziobowej. Co więcej, okręty od początku były przeciążone konstrukcyjnie i ich główny pas pancerny kończył się jedynie 40 cm nad wodą, zamiast 91 cm, a przy maksymalnym ładunku węgla, znajdował się w całości pod wodą. Najgorzej pod tym względem wypadał „Oslabia” (1734 t przeciążenia – 13,6% wyporności), dalej „Pierieswiet” (1136 t), a najlepiej nieco „odchudzona” „Pobieda” (646 t). Mała powierzchnia opancerzenia była wśród przyczyn szybkiego zatonięcia „Oslabii”. Działa kalibru 254 mm były słabsze od powszechnie wówczas stosowanych 305 mm. Ich zaletą była natomiast większa donośność dzięki większym kątom podniesienia, mimo że na skutek małej wytrzymałości luf trzeba było używać zmniejszonych ładunków prochowych i ograniczyć maksymalne podniesienie luf z 35° do 20°, przez do donośność ognia spadła z oczekiwanych 22 km do 16-21 km.

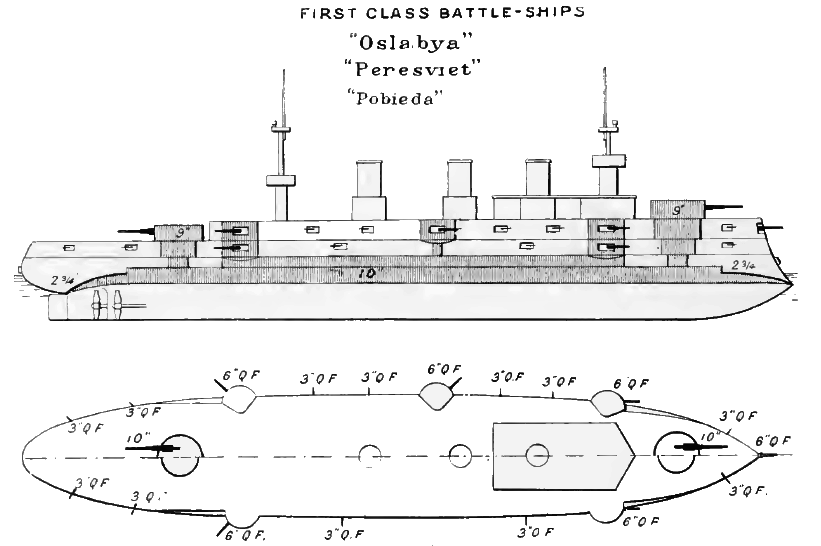
Uproszczony schemat opancerzenia i uzbrojenia

Okręty pod względem architektury wyróżniały się spośród współczesnych im pancerników długimi kadłubami o wysokich burtach, zwłaszcza w  części dziobowej i na śródokręciu, które zapewniały im bardzo dobrą dzielność morską. Podwyższony pokład ciągnął się od dziobu przez około 2/3 długości kadłuba. Burty miały niewielki zawał (nachylenie do wewnątrz), typowy dla francuskich okrętów. W części dziobowej burty były płasko wyprofilowane dla zapewnienia ostrzału do przodu dział z kazamat. Dziobnica była taranowa, a dziób nad nią rozszerzał się, mieszcząc stanowisko dla działa pościgowego kalibru 152 mm. Charakterystycznym elementem okrętów było rozmieszczenie dział artylerii średniej w dwupiętrowych kazamatach na burtach w części dziobowej i rufowej, pomiędzy którymi w nieopancerzonych burtach wycięte były liczne stanowiska lekkich dział, w dwupiętrowej baterii. Pośrodku długości burt znajdowały się jeszcze jednopiętrowe kazamaty artylerii średniej. Artyleria główna umieszczona była według ustalonego wzoru dla przeddrednotów, w dwóch dwudziałowych wieżach na pokładzie dziobowym i rufowym. Architekturę uzupełniała mało rozbudowana nadbudówka dziobowa, trzy proste kominy, szczątkowa nadbudówka rufowa i dwa maszty wyposażone w masywne marsy bojowe. Dwa ostatnie okręty miały cieńszy maszt rufowy bez marsu bojowego (elementem je odróżniającym były m.in. stengi masztów: na „Oslabii” z tyłu masztu, a na „Pobiedzie” z przodu).
Opancerzenie okrętów było stosunkowo słabe, a przede wszystkim mało rozległe, co stało się niekorzystne w sytuacji dominacji na morzu w tym okresie artylerii średniego kalibru z pociskami wybuchowymi. Główny element opancerzenia stanowił wąski pas pancerny na większości długości linii wodnej, o maksymalnej grubości na śródokręciu 229 mm. W rejonie wieży dziobowej i rufowej pas miał grubość 178 mm, a na dolnej krawędzi pasa jego grubość zmniejszała się do 127–102 mm. Wykonany był ze stali typu Harveya, a na „Pobiedzie” – z bardziej odpornej stali Kruppa. Pas miał długość 95 m i składał się z płyt o wysokości 2,35 m, z tego według projektu 1,44 m było pod wodą (nieopancerzone były odcinki długości 16,5 na dziobie i 18 m na rufie). Na dziobie i rufie pas kończył się poprzecznymi grodziami grubości 178 mm, tworząc cytadelę. Nad jego środkową częścią znajdował się krótszy górny pas pancerny grubości 102 mm, pomiędzy pokładem dolnym a bateryjnym (o wymiarach 57,3×2,2 m). Z przodu i tyłu górny pas był połączony łamanymi grodziami tej samej grubości. Powyżej burty były nieopancerzone, z wyjątkiem pięciu kazamat dział 152 mm na każdej burcie, osłoniętych z zewnątrz pancerzem 127 mm. Tarcze dział w kazamatach miały grubość 63,5 mm. Kazamaty były też osłonięte lekkim pancerzem od góry i od wewnątrz kadłuba. Osłonę poziomą stanowił wewnętrzny pokład pancerny grubości 51 mm, opadający po bokach wygiętymi skosami łączącymi się z dolną krawędzią pasa burtowego. Skosy pokładu zastosowano po raz pierwszy na rosyjskim pancerniku, na wzór brytyjskiego typu Majestic. Za pasem pancernym we wnętrzu kadłuba, a także wzdłuż burt pod linią wodną, umieszczone były typowe dla okrętów tej epoki zasobnie węglowe, polepszające osłonę. Jedyną ochronę części dziobowej i rufowej stanowiły przedłużenia wewnętrznego pokładu pancernego w rejonie linii wodnej, w formie skorupy, o grubości dochodzącej do 86 mm. Wieże dział artylerii głównej miały ściany o grubości 229 mm i wypukły dach 51 mm (pancerz 38 mm na stalowym podłożu 12,7 mm). Również barbety pod wieżami i szyby amunicyjne wewnątrz kadłuba były opancerzone wygiętymi płytami grubości 203 mm. Bojowe stanowisko dowodzenia miało ściany pancerne grubości 152 mm, a na „Pobiedzie” – 229 mm („Pierieswiet” miał ponadto stanowisko rufowe, opancerzone płytami 152 mm). Masa pancerza wynosiła 2900 t (23% wyporności).
Wyporność projektowa wynosiła 12 674 t, natomiast wyporność pełna zmierzona na „Pierieswiecie” – 14 1789,5 m. Kadłub miał długość całkowitą: 132,4 m, na konstrukcyjnej linii wodnej: 130 m, szerokość: 21,8 m, a zanurzenie projektowe 7,93 m (7,7 m w przypadku „Pobiedy”). Kadłub był dość wysmukły jak na pancerniki tej generacji, ze stosunkiem długości do szerokości 6. 
Kadłub dzielił się grodziami na dziesięć głównych przedziałów wodoszczelnych i miał na większości długości podwójne dno (na długość pasa pancernego). Wzdłuż burt ciągnęły się zasobnie węglowe, dzielone grodzią wzdłużną dla lepszej ochrony części podwodnej. Również przednia maszynownia była podzielona grodzią wzdłużną. W części nadwodnej okręty miały trzy ciągłe pokłady na całą długość: dolny (pancerny), mieszkalny (bateryjny) i górny. Górny pokład był na 2/3 przykryty pokładem dziobowym i śródokręcia. „Pierieswiet” i „Oslabia” miały w celu pełnienia służby na Dalekim Wschodzie dno obite na zewnątrz dziesięciocentymetrowej grubości deskami tekowymi i blachą miedzianą. Miały one również stewy wykonane z brązu, a „Pobieda” – stalowe.
Okręty przenosiły dwa parowe kutry torpedowe o długości 15,2 m, ze zdejmowaną wyrzutnią torped kalibru 381 mm. Ponadto pancerniki były wyposażone w dwa kutry parowe (długość 12,2 i 10,4 m lub oba 10,4 m na „Oslabii”) i 12 łodzi wiosłowych różnej wielkości (w tym największe dwa 20-wiosłowe barkasy). Na kutrach parowych można było zamontować miotacze min lub miny wytykowe. Na okręcie przenoszono cztery torpedy dla kutrów torpedowych (długości 4,58 m), sześć miotanych min i osiem min wytykowych.
Napęd stanowiły trzy pionowe 3-cylindrowe maszyny parowe potrójnego rozprężania o łącznej mocy projektowej 14 500 KM (indykowanych). Cylindry miały średnice: 965, 1420 i 2130 mm oraz skok tłoka 990 mm. Pare wytwarzało 30 kotłów wodnorurkowych Belville model 1894 o łącznej powierzchni grzewczej 4036,5 m². Kotły działały pod ciśnieniem 17 at. Kotłownie były wyposażone w wentylatory zapewniające ciąg wymuszony. Maszyny napędzały trzy czterołopatowe śruby z brązu, o średnicy 4,72 m (centralna) i 4,88 m (boczne). Normalny zapas paliwa – węgla wynosił 1046 t, a maksymalny projektowy – 2058 t, natomiast faktyczny maksymalny na „Pierieswiecie”  – 2148 t. „Pobieda” miała zwiększony maksymalny zapas węgla do 2155 t. Prędkość projektowa wynosiła 18 węzłów. Na próbach okręty przekraczały w niewielkim stopniu prędkość projektową, uzyskując 18,3–18,6 w.
Maszyny pancerników okazały się mało ekonomiczne, przez co nie sprawdziły się nadzieje na duży zasięg (dobowe zużycie węgla 100-114 t przy prędkości 12 w, podczas gdy pancernik „Cesariewicz” – 76 t). W konsekwencji ich zasięg wynosił ok. 5000 Mm zamiast projektowanych 6860 Mm. Pomimo tego, że zakładano niewielki margines przewagi ich prędkości, prędkość okrętów typu Pierieswiet nie przewyższała już prędkości nowo budowanych pancerników. Zaletą była natomiast dobra dzielność morska – nietypową cechą architektury jak na pancerniki tego okresu było zastosowanie podniesionego pokładu dziobowego, przechodzącego w dach nadbudowy mieszczącej kazamaty dział na śródokręciu, co ponadto zmniejszało zalewanie wodą wieży dziobowej i umożliwiało jej użycie przy złej pogodzie. Przez to, trzykominowa sylwetka okrętów przypominała bardziej krążowniki pancerne, które powstały również w celu zwalczania komunikacji morskiej. Jak wspomniano w sekcji o genezie okrętów, pancerniki te bywały zresztą określane jako krążowniki pancerne na etapie projektowania. Z czasem, w miarę projektowania i budowy, zaczęły być traktowane w większym stopniu jak zwykłe pancerniki eskadrowe – zwłaszcza po odejściu admirała Czichaczowa, który był głównym autorem ich koncepcji. Przez swoje założenia projektowe typ Pierieswiet można uznać za jeden z protoplastów klasy krążowników liniowych, która pojawiła się dekadę później, wraz z pojawieniem się drednotów. Pogląd ten bywa jednak kwestionowany i należy mieć na uwadze, że w przeciwieństwie do krążowników liniowych, ich przewaga prędkości nad pancernikami miała być w najlepszym razie niewielka i inne miało być ich zastosowanie, a wspólna była jedynie idea budowy okrętów słabszych od pancerników, a silniejszych od krążowników, mogących prowadzić samodzielne działania.
Wbrew swoim charakterystykom, pancerniki typu Pierieswiet zostały użyte podczas wojny rosyjsko-japońskiej jak zwykłe pancerniki działające w ramach eskadry, narażone na ostrzał z ciężkich dział. Nie wykorzystano natomiast możliwości prowadzenia przez nie działań rajderskich, co odciągałoby część sił japońskich, mimo że pancernik „Oslabia” w chwili wybuchu wojny znajdował się w dogodnym rejonie. Podkreśla się także, że podczas bitwy pod Cuszimą „Oslabia” mógł być znacznie lepiej wykorzystany i mniej narażony na ciosy, gdyby został wysłany wraz z krążowniami przeciwko japońskim krążownikom, lub gdyby utworzono osobny szybszy zespół uderzeniowy wraz z czterema nowymi pancernikami typu Borodino.

## Skrócone losy okrętów
W nawiasach daty w kalendarzu juliańskim.

### „Pierieswiet” i „Pobieda”

#### W I Eskadrze Oceanu Spokojnego
Po wejściu do służby, „Pierieswiet” w październiku 1901 wypłynął z Kronsztadu na Bałtyku na Daleki Wschód, w skład Eskadry Oceanu Spokojnego i po remoncie w Tulonie z powodu wejścia na mieliznę w cieśninach duńskich, w kwietniu 1902 zawinął do bazy Port Artur. Pływał następnie do Władywostoku, Japonii i Korei. W 1904 był okrętem flagowym kontradmirała Pawła Uchtomskiego.
„Pobieda” po wejściu do służby wzięła w 1902 udział w rewii morskiej w Rewlu, a następnie w Spithead w Wielkiej Brytanii. W listopadzie 1902 wypłynęła z Libawy na Bałtyku na Daleki Wschód, w skład Eskadry Oceanu Spokojnego i w czerwcu 1903 zawinęła do bazy Port Artur.

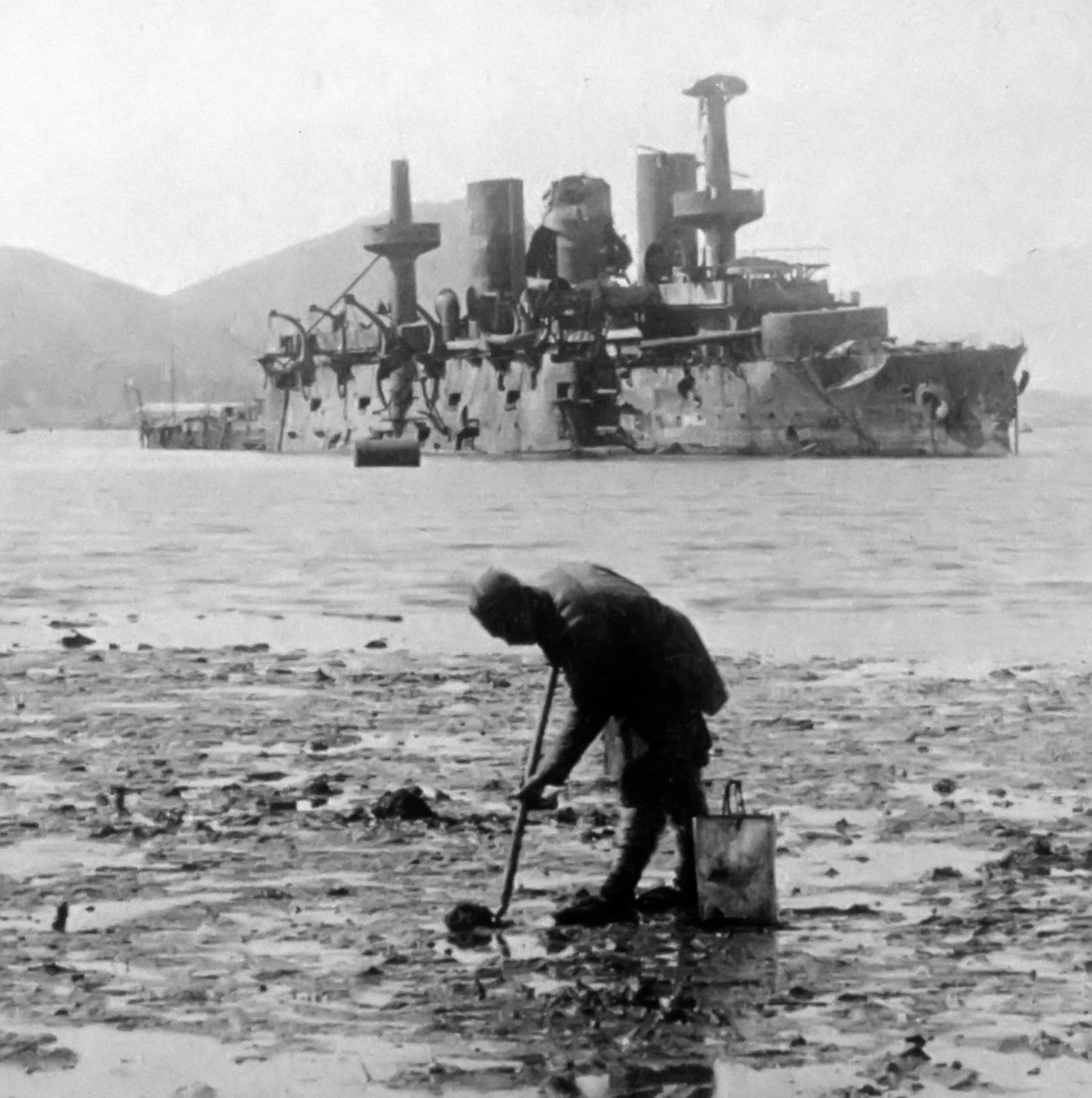
„Pierieswiet” zatopiony w Port Artur

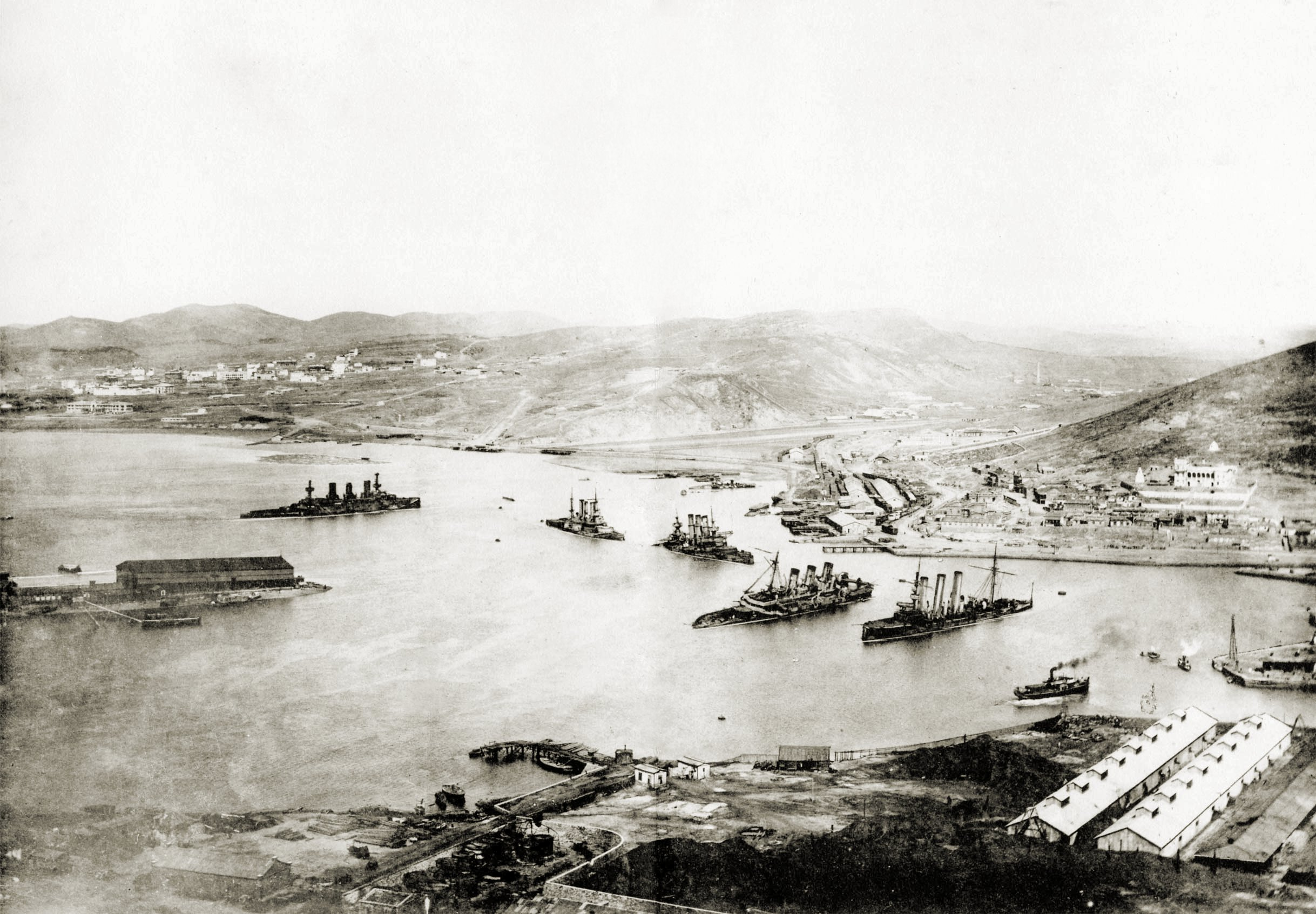
Wraki w Port Artur: od lewej „Pierieswiet”, „Połtawa”, „Retwizan”, „Pobieda” i „Pałłada”

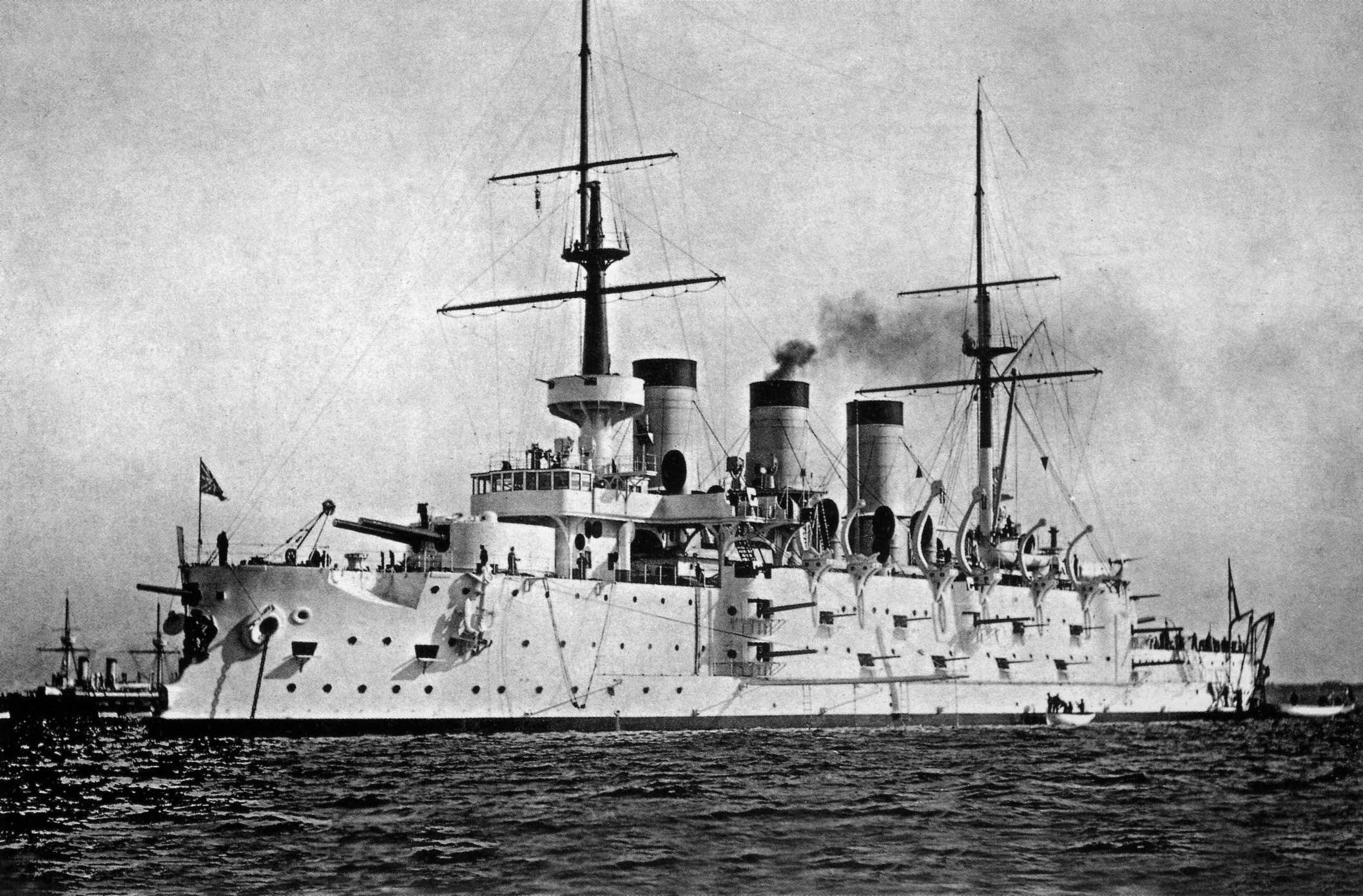
„Pobieda” w służbie japońskiej jako „Suwo”

Podczas wojny japońsko-rosyjskiej oba pancerniki brały udział w walkach z japońską flotą pod Port Artur, a następnie w obronie twierdzy. Podczas rozpoczynającego wojnę ataku japońskich torpedowców w nocy z 8 na 9 lutego 1904 nie odniosły uszkodzeń. 9 lutego (27 stycznia) wzięły udział w bitwie z podchodzącymi głównymi siłami japońskiej floty, podczas której „Pobieda” została trafiona dwoma pociskami 305 mm i 76 mm, które nie wywołały większych uszkodzeń. 22 marca podczas ostrzeliwania Port Artur przez japońskie siły główne, oba pancerniki odpowiadały ogniem pośrednim zza masywu górskiego (i według relacji rosyjskich, trafiły jednym pociskiem pancernik „Fuji”). 26 marca „Pierieswiet” uszkodził lekko dziobem w kolizji pancernik „Siewastopol” i sam też odniósł uszkodzenia. Podczas wyjścia eskadry w morze 13 kwietnia (31 marca), po zatonięciu pancernika „Pietropawłowsk” na minie, również „Pobieda” wpadła na minę koło Port Artur i odniosła uszkodzenia. Przez dziurę dostało się do kadłuba 550 ton wody i okręt następnie był do połowy czerwca remontowany w Port Artur za pomocą kesonu.
„Pierieswiet” i „Pobieda” wzięły udział w nieudanej próbie przebicia się do Władywostoku 23 czerwca 1904, a następnie w bitwie na Morzu Żółtym 10 sierpnia 1904 r. Podczas tej bitwy „Pierieswiet” odniósł poważne uszkodzenia od pocisków, otrzymując ok. 40 trafień. Okręt nabrał przechyłu i zatopieniu uległa część przedziałów. Uszkodzenia odniosła też „Pobieda”. Na obu okrętach uszkodzeniu uległa część artylerii, w tym po 1 dziale 254 mm. Straty wyniosły na „Pierieswiecie” 13 zabitych, 69 rannych, zaś na „Pobiedzie” 4 zabitych, 29 rannych. „Pierieswiet” wystrzelił m.in. 109 pocisków artylerii głównej, a „Pobieda” 115. Po niepowodzeniu próby przebicia się, oba okręty powróciły do Port Artur.
Po bitwie aktywność rosyjskiej floty spadła prawie do zera, a część załóg i dział zdemontowanych z pancerników służyła na froncie lądowym wokół twierdzy. Od września 1904 r. Japończycy podjęli ostrzał okrętów stojących w porcie działami 120 mm i „Pierieswiet” otrzymał w tym miesiącu 17 trafień, a „Pobieda” 14. Od 2 października ostrzał bazy podjęły ciężkie działa lądowe i tego dnia „Pierieswiet” został uszkodzony 9 pociskami 280 mm, a 11 października 11 pociskami. Mimo zmian pozycji „Pobiedy” wewnątrz portu, 28 października została ona uszkodzona pierwszym pociskiem 280 mm, a 12 listopada następnym. Aktywność w tym okresie podejmowały kutry parowe pancerników, m.in. stawiając miny. Po zdobyciu przez Japończyków punktu obserwacyjnego na górze Wysokiej, 7 grudnia „Pierieswiet” został trafiony ok. 20 pociskami 280 mm, po czym samozatopiony na płyciźnie z powodu pożaru. Tego samego dnia „Pobieda” została trafiona 23 pociskami i zatonęła na płyciźnie.

#### W służbie japońskiej
Po zajęciu Port Artur, Japończycy 30 października 1905 r. podnieśli „Pobiedę” i po remoncie w latach 1906–1908 wcielili do swojej floty pod nazwą „Suwo”. 28 sierpnia 1912 r. został on przeklasyfikowany na okręt obrony wybrzeża I klasy. Na początku I wojny światowej pod flagą wiceadmirała Kato uczestniczył w działaniach przeciw niemieckiej bazie w Chinach Qingdao (Tsingtao) i jej ostrzale. Następnie używany jako okręt szkolny. W kwietniu 1922 r. został wycofany ze służby. 13 lipca 1922 r. podczas zdejmowania płyt pancernych, okręt przewrócił się na burtę i zatonął w porcie, po czym został rozebrany.
12 czerwca 1905 r. Japończycy podnieśli „Pierieswiet” i po naprawach wcielili do swojej floty pod nazwą „Sagami”. Uczestniczył on w paradzie zwycięstwa w Zatoce Tokijskiej, po czym w latach 1906–1909 przeszedł kapitalny remont. 28 sierpnia 1912 r. został przeklasyfikowany na okręt obrony wybrzeża I klasy. Podczas I wojny światowej, w 1916 r. Japonia odsprzedała go Rosji za 7 mln jenów.

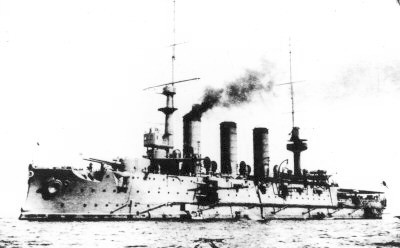
„Sagami”, dawny „Pierieswiet”

#### Dalsza służba „Pierieswieta”
27 marca (9 kwietnia) 1916 r. „Sagami” został we Władywostoku przemianowany z powrotem na „Pierieswiet” i wcielony do rosyjskiej służby, przeklasyfikowany na krążownik pancerny. 10 (23) maja 1916 r. okręt poważnie uszkodził dno na skale podwodnej przed Władywostokiem, po czym był remontowany w Maizuru w Japonii. Po remoncie, w październiku 1916 wypłynął do Rosji z przeznaczeniem dla Floty Oceanu Lodowatego, przez Kanał Sueski. Po wypłynięciu z Port Saidu, 22 grudnia 1916 (4 stycznia 1917) r. o 17.30 „Pierieswiet” wszedł na dwie miny postawione w grudniu przez niemiecki okręt podwodny U-73. Doszło też do wybuchu dziobowej komory amunicyjnej i okręt szybko zatonął o 17.47, ok. 10 mil morskich od Port Saidu. Zginęło 91 członków załogi, uratowano 737.

### Skrót służby – „Oslabia”

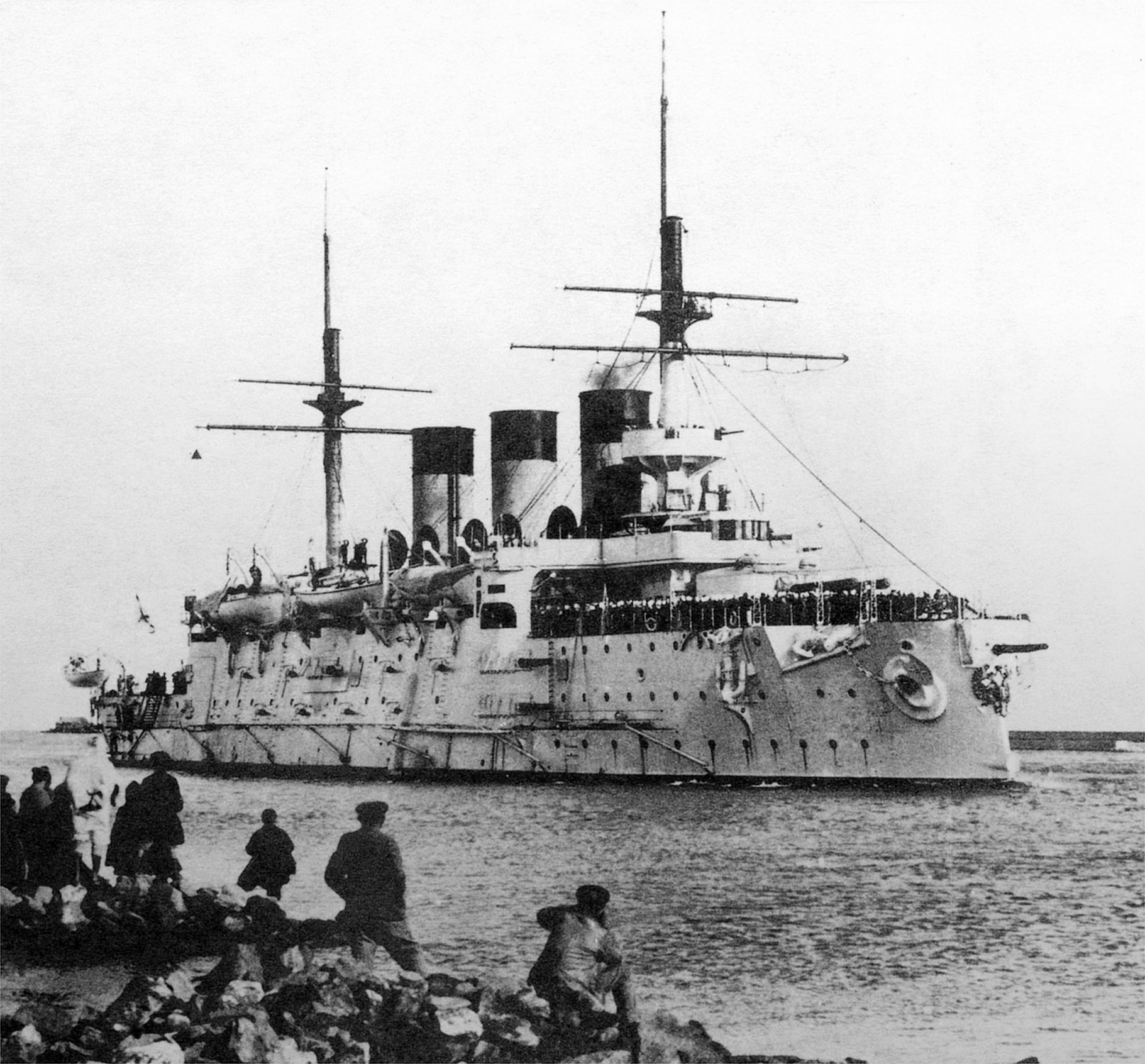
„Oslabia” w 1903

Po wejściu do służby, „Oslabia” w sierpniu 1903 r. wypłynął z Kronsztadu z przeznaczeniem na Daleki Wschód. Po drodze dołączył do zespołu kadm. Andersa Wireniusa, zmierzającego do Port Artur. Po wybuchu wojny japońsko-rosyjskiej zespół, znajdujący się w Dżibuti, został zawrócony na Bałtyk, gdzie dotarł w kwietniu 1904. Pancernik następnie wszedł w skład organizowanej z Floty Bałtyckiej II Eskadry Oceanu Spokojnego, mającej udać się na odsiecz I Eskadrze w Port Artur. „Oslabia” został flagowym okrętem kontradmirała D. Felkerzama dowodzącego 2. zespołem pancerników. W październiku 1904 II Eskadra wypłynęła z Libawy.
27 maja 1905 r. doszło do bitwy pod Cuszimą. Wykonując rozkazy głównodowodzącego wiceadm. Rożestwienskiego, „Oslabia”, będący czołowym okrętem w lewej kolumnie, musiał zastopować w celu dołączenia prawej kolumny pancerników i unieruchomiony okręt został wówczas trafiony kilkoma ciężkimi pociskami, stając się jednym z pierwszych celów japońskich. Po dalszym ostrzale pancernik wyszedł z szyku, z przechyłem na lewą burtę i przegłębieniem na dziób oraz z pożarem, po czym około 14.40 przewrócił się na lewą burtę i zatonął, jako pierwszy okręt w tej bitwie. Zginęły 504 osoby, wraz z rannym dowódcą W. Berem. Uratowano 376 ludzi (z tego dalszych 27 zginęło w toku bitwy).

## Dane techniczne
- szybkość maksymalna: 18–18,5 węzła
- zapas paliwa: 1046 t., max. 2058 t. węgla
- zasięg przy prędkości: 5610 mil morskich / 10 w
- załoga: 778

Uzbrojenie:
- 4 działa kaliber 254 mm Zakładów Obuchowskich wz. 1891 w wieżach na dziobie i rufie (2xII)
  - długość lufy L/45 (45 kalibrów), masa pocisku 225 kg, kąt podniesienia 35°, donośność 16–21 km (zapas po 80 pocisków na działo)
- 11 dział kaliber 152 mm Canet wz. 1891 w kazamatach oraz na dziobie
  - długość lufy L/45, masa pocisku 41,5 kg, donośność 11 100 m (po 180 pocisków na działo – inne dane 220)
- 20 dział 75 mm Canet wz. 1891, L/50 w stanowiskach burtowych (po 300 pocisków na działo)
- 20 dział 47 mm wz. 1896 Hotchkiss
- 6 dział 37 mm wz. 1896 Hotchkiss (można było je ustawić na kutrach i szalupach)
- + 2 działa 63,5 mm Baranowskiego wz. 1882 dla oddziałów desantowych
- 5 wyrzutni torpedowych 381 mm (1 stała nadwodna dziobowa, 2 ruchome nadwodne burtowe, 2 stałe podwodne burtowe)
  - 6 torped dla nadwodnych (dług. 5,8 m) i 6 dla podwodnych aparatów (dług. 5,2 m)
- 2 parowe kutry torpedowe (długość 17,1 i 15,2 m) z wyrzutnią torped (zapas – 4 torpedy, dług. 4,58 m)
- 2 kutry parowe (długość 12,2 i 10,4 m) z miotaczami min i minami wytykowymi
- 50 min morskich

Opancerzenie: (stal Harveya, „Pobieda” – stal chromoniklowa)
- burty
  - pas pancerny na linii wodnej: 178–229 mm (wymiary: 95x2,4 m)
  - górny pas pancerny: 102 mm (wymiary: 57,3x2,2 m)
  - kazamaty: 127 mm, od góry 51 mm
- pokład pancerny: 51–70 mm
- wieże dział artylerii głównej: 229 mm, od góry 38 mm
- szyby amunicyjne: 203 mm
- tarcze dział 152 mm: 63 mm
- stanowisko dowodzenia: 152 mm („Pobieda” – 229 mm)
- masa: 2900 t.

Wyposażenie
- 6 reflektorów średnicy 75 cm, kierowanych zdalnie elektrycznie
- 2 reflektory 40 cm (na kutrach torpedowych)